# كوربوس القرآن

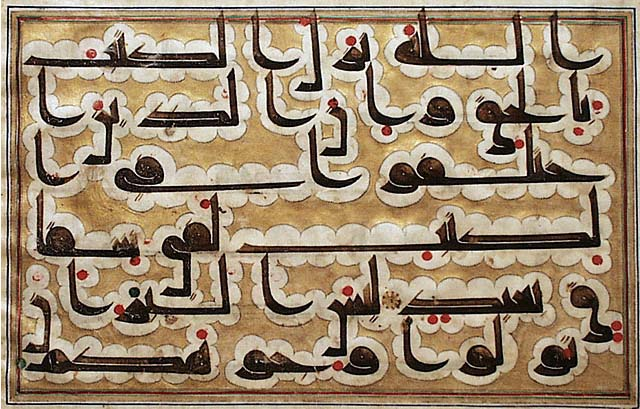
صفحة لمخطوطة القرآنية

كوربوس القرآن أو مدونة القرآن، أو جمهرة القرآن (بالألمانية: Corpus Coranicum) هو اسم مشروع بحثي بدأ في عام 2007 من قبل أكاديمية برلين براندنبورغ للعلوم. الأهداف الرئيسية للمشروع هي توثيق نص القرآن «في صيغتيه المخطوط والشفوي»، وربط مقاطع القرآن الفرادى بالنصوص اليهودية والمسيحية وغيرها من النصوص المقابلة من بيئة القرآن بالإضافة إلى تعليق مفصل.
تتولى أنجليكا نويفرت، أستاذة الدراسات العربية بجامعة برلين الحرة ، إدارة المشروع الذي يمتد على مدار 18 عامًا. يتم تمويل كوربوس القرآن كجزء من برنامج الأكاديمية، الذي يشرف عليه اتحاد أكاديميات العلوم ويتم تمويله من قبل الحكومة الفيدرالية وحكومات الولايات.

## وحدات المشروع
يتكون المشروع بشكل أساسي من ثلاثة مشاريع فرعية (وحدات):

### توثيق النص
في التوثيق النصي، يتم التمييز باستمرار بين التقليد التدويني والشفوي، أي بين مخطوطات القرآن الأولى ومتغيرات القراءة الشفوية لنص القرآن المحفوظ في الأدبيات الإسلامية (راجع. تاريخ نص القرآن). يجب أن يكون كلا التقليدين متاحين عبر الإنترنت لكل آية قرآنية، وبالتالي يتم تسجيلهما بشكل شامل في قاعدتي بيانات:
- قاعدة بيانات مخطوطات القرآن (Manuscripta Coranica)
- قاعدة بيانات للقراءات مختلفة للقرآن (Variae Lectiones Coranicae)

أحد محاور العمل في مجال «التوثيق النصي» هو رقمنة وتقييم أرشيف غوتهيلف بيرغشترسر. وهو مجموعة تضم حوالي 12000 صورة من مخطوطات القرآن وأعمال القراءة في المكتبات في أوروبا والشرق التي أنشأها بيرغشتر سر وخليفته أوتو برتسل في عشرينيات وثلاثينيات القرن العشرين،  وهذا يجب أن يخدم أساسُا الأداة النقدية للقرآن التي خطط لها بيرغشترسر. تم تكليف مديرة المشروع نويفرت بأرشيف الصور هذا بواسطة شبيتالر Anton Spitaler، الذي توفي في عام 2003. سابقا ادعى شبيتالر أن الأراشيف المهمة كلها دُمرت في هجوم بالقنابل في عام 1944 في الحرب العالمية الثانية في ميونيخ.

### قاعدة بيانات «نصوص من بيئة القرآن»
توثق قاعدة البيانات هذه «التداخل» اللغوي والمضموني بين مقاطع فرادى من القرآن ونصوص ما قبل القرآن التي كانت أو ربما كانت حاضرة في البيئة في أثناء نشأة القرآن. وتشمل هذه على وجه الخصوص الكتابات العهدينية والكتابات الأحدث المسيحية/اليهودية، بالإضافة إلى النصوص من الشعر العربي القديم. نشأ القرآن في بيئة روحية من العصور القديمة المتأخرة، والتي تأثرت بمثل هذه النصوص القديمة والتي تعامل معها القرآن (انظر. التناص). يسمح البحث في النصوص من بيئة القرآن باستخلاص استنتاجات حول الآفاق الثقافية والدينية لمعاصري محمد، الذين شاركهم بآياته، وفهمًا أفضل لنصوص القرآن.

### التعليق
يستخدم التعليق موادًا من الوحدات الأخرى. يتّبع العمل في التعليقات الترتيب الزمني المفترض للسور أثناء إنشاء نص القرآن، بناءً على التسلسل الزمني الذي طوره تيودور نولدكه. يُطرح السؤال أيضًا إلى أي مدى يجب مراجعة التسلسل الزمني لنولدكه وتنقيحه، إذا لزم الأمر. جرت صياغة السور الفرادى على مدى أكثر من عقدين، وهو ما ينعكس في الاختلافات الواضحة في المحتوى والشكل.

## مثال (السورة 1، الآية 2)
يمكن تحديد «أوراق علامات التبويب» التالية على موقع الويب:
- مخطوطات
- قراءات
- نصوص من بيئة القرآن
- تعليق
- إخراج الطباعة

## أدبيات
- أنجليكا نويفرث: القرآن كنص من العصور القديمة المتأخرة. نهج أوروبي. دار نشر أديان العالم، فرانكفورت أم ماين 2010، ISBN 978-3-458-71026-4 [8]

## روابط الويب
- كوربوس كورانيكوم أكاديمية برلين براندنبورغ للعلوم
- Yassin Musharbash (1 نوفمبر 2007). "Religion: Die Klimaforscher des Korans". صحيفة شبيغل الإلكترونية.
- Michael Marx, Angelika Neuwirth, Nicolai Sinai (6 نوفمبر 2007). "„Corpus Coranicum": Koran, aber im Kontext – Eine Replik". صحيفة فرانكفورتر العامة.{{استشهاد ويب}}:  صيانة الاستشهاد: أسماء متعددة: قائمة المؤلفين (link)
- Bettina Mittelstraß (17 يناير 2008). "Corpus Coranicum – Der Urtext des Koran wird von Berliner Wissenschaftlern dokumentiert". إذاعة ألمانيا-Sendung „Aus Kultur- und Sozialwissenschaften“.
- Joerg Beyer (14 مايو 2008). "Interview mit Herrn Marx" (PDF). muslimische-stimmen.de.
- Arnfrid Schenk (23 فبراير 2010). "Islamwissenschaft: „Der Koran ist auch ein europäischer Text"". دي تسايت.
- Stefan Weidner (5 مايو 2011). "Angelika Neuwirth: Der Koran als Text der Spätantike – Brückenschlag zwischen orthodoxer Deutung und neuer Forschung". قنطرة.
- Angelika Neuwirth (14 سبتمبر 2011). "Koranforschung: Der Leser macht das Buch". Qantara.

## حواشي
1. ↑  كوربوس corpus كلمة باللاتينة تعني حرفيًا جسد أو جسم، واصطلحيًا مجمع أو جمهرة لنصوص معينة.
2. ↑  Corpus Coranicum Berlin-Brandenburgische Akademie der Wissenschaften نسخة محفوظة 26 فبراير 2011 على موقع واي باك مشين. [وصلة مكسورة]
3. ↑  Arnfrid Schenk (23 فبراير 2010). "Islamwissenschaft: „Der Koran ist auch ein europäischer Text"". دي تسايت. {{استشهاد ويب}}: الوسيط غير المعروف |kommentar= تم تجاهله (مساعدة) "نسخة مؤرشفة". مؤرشف من الأصل في 2020-03-28. اطلع عليه بتاريخ 2020-06-19.{{استشهاد ويب}}:  صيانة الاستشهاد: BOT: original URL status unknown (link)
4. ↑  Siehe Forschungsprojekte im Akademienprogramm, weiter unter Editionen Theologie, abgerufen 10. Juli 2015. نسخة محفوظة 9 مارس 2018 على موقع واي باك مشين.
5. 1 2 3  Corpus Coranicum: Projektdarstellung Berlin-Brandenburgische Akademie der Wissenschaften نسخة محفوظة 3 سبتمبر 2019 على موقع واي باك مشين.
6. ↑  Gotthelf-Bergsträßer-Archiv corpuscoranicum.de نسخة محفوظة 3 مايو 2019 على موقع واي باك مشين.
7. ↑  Andrew Higgins: The Lost Archive وول ستريت جورنال, 12. Januar 2008. (Eingeschränkte Vorschau. Bei einer Google-Suche nach Andrew Higgins: The Lost Archive kann man den vollständigen Text abrufen.) نسخة محفوظة 21 نوفمبر 2019 على موقع واي باك مشين.
8. ↑  Inhaltsangabe, Leseprobe, Kurzinterview mit der Autorin suhrkamp.de نسخة محفوظة 7 أكتوبر 2017 على موقع واي باك مشين.